# Psychotria subspathulata
Psychotria subspathulata är en måreväxtart som först beskrevs av Johannes Müller Argoviensis, och fick sitt nu gällande namn av Charlotte M. Taylor. Psychotria subspathulata ingår i släktet Psychotria och familjen måreväxter. Inga underarter finns listade i Catalogue of Life.